# كسوف الشمس في زحل

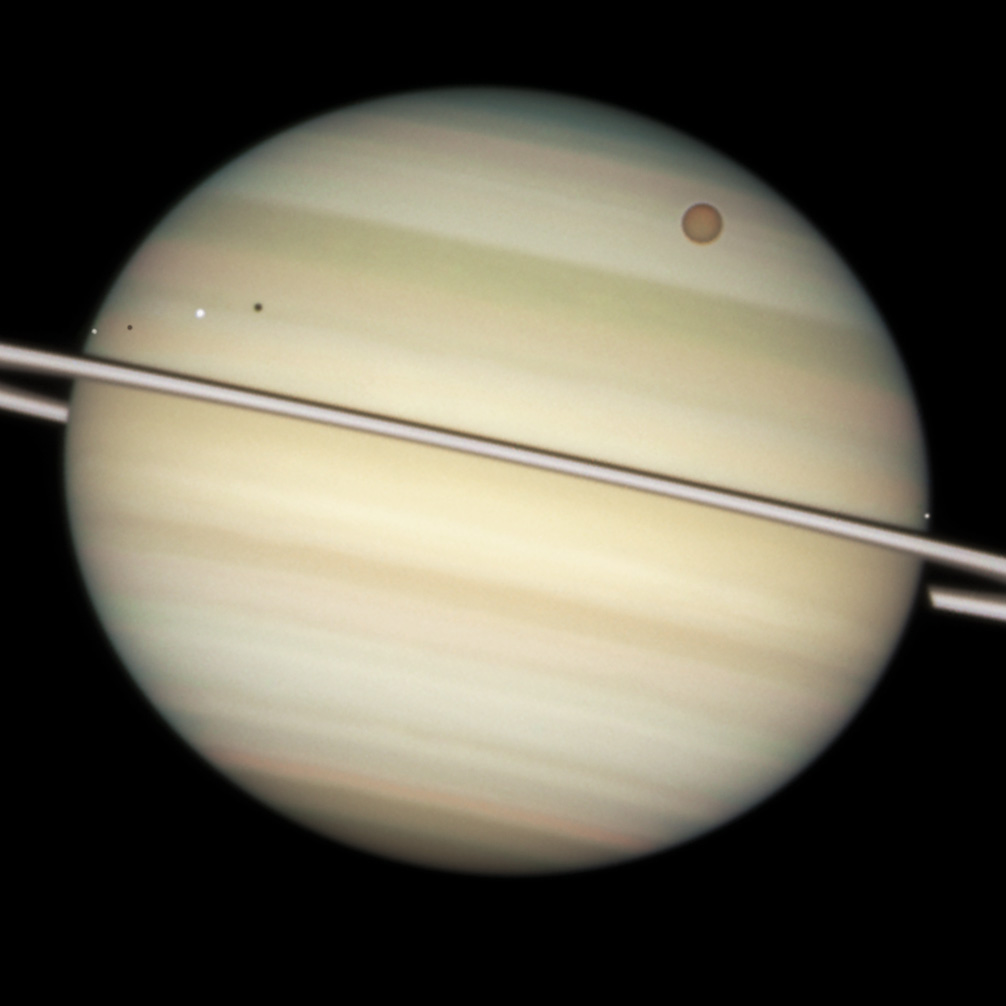
أربعة من أقمار زحل التي التقطها مسبار هابل الفضائي

يحدث كسوف الشمس في زحل عندما تمر الأقمار الطبيعية لكوكب زحل أمام الشمس كما تظهر من زحل.
ٌٌُإن المصطلح المناسب بالنسبة إلى الأجرام التي تبدو أصغر في القطر الزاوِي من الشمس سيكون عبورًا ، أما مصطلح الاحتجاب للأجرام التي تبدو أكبر من حجم الشمس.
لزحل سبعة من أقمار وهي: جانوس وميماس وإنسيلادوس وتثيس وريا وديون وتيتان. فهي ذات حجم كبير وقريبة بما فيه الكفاية لكسوف الشمس وحجبها أو بمعنى آخر تضليل زحل. ومعظم الأقمار الطبيعية البعيدة ذات الحجم الصغير لها مدارات تنجذب بقوة إلى مدار زحل ونادرًا ما يُرى أنها تمر بمدار زحل.
وتغطي الشمس حوالي ثلاثة فقط من دقيقة القوس في سماء زحل في هذه المسافة. وبالمقارنة فإن الأقمار السبعة الرئيسية لزحل لها أقطار زاويّة: ويبلغ القطر الزاوّي لميماس 10-5 وإنسيلادوس 9-5 وتيثس 15-10 وديون 10–12 وريا 8–11 وتيتان 14–15 وإيابيتوس 1–2، وهو ثالث أكبر قمر من أقمار زحل ولكنه بعيد جدًا عن حدوث كسوف الشمس كليًا. اما بالنسبة لقمر جانوس فهو قريب جدًا من زحل ويبلغ قطره الزاوّي حوالي 7 مما يعني أنه يمكن أن يحجب الشمس بالكامل.   
وعلى عكس كوكب المشتري فإن زحل لديه ميْل محوري معتدل يبلغ 26.7 درجة مما يعني أن كسوف الشمس على كوكب زحل أكثر ندرة من كسوف الشمس على كوكب المشتري و مثير جدا للاهتمام المقارنة بينهما.